# Muriel Bowser
Muriel Elizabeth Bowser (ur. 2 sierpnia 1972 w Waszyngtonie) – amerykańska polityk, burmistrz Dystryktu Kolumbii od 2015 roku.

## Wczesne życie i edukacja
Urodziła się 2 sierpnia 1972 jako Muriel Elizabeth Bowser. Wychowała się w Dystrykcie Kolumbii, w katolickiej rodzinie z klasy średniej. Była najmłodszym spośród sześciorga dzieci Johna i Joan Bowser. Jej najmłodszy brat Mark był od niej o 10 lat starszy.
Ukończyła uczelnię Chatham College, otrzymując Bachelor’s degree z historii, a następnie zdobyła stopień Master of Public Policy z polityki publicznej na uniwersytecie American University School of Public Affairs. Otrzymała honorowy tytuł doktora od uniwersytetów Chatham i Trinity.

## Kariera polityczna

### Samorząd Dystryktu Kolumbii
W latach 2004–2007 należała do samorządu terytorialnego Advisory Neighborhood Commission sąsiedztwa Riggs Park.
W latach 2007–2015 była radną 4. okręgu Dystryktu Kolumbii. W tym czasie należała do Komisji Rozwoju Gospodarczego.

### Burmistrz Dystryktu Kolumbii
W 2014 wzięła udział w wyborach na burmistrza Dystryktu Kolumbii. W czasie prawyborów Partii Demokratycznej zdobyła 43,38% głosów powszechnych i pokonała urzędującego burmistrza, Vincenta C. Graya, który zdobył 32.62% głosów. Następnie wygrała wybory uzyskując 55,15% głosów. 2 stycznia 2015 objęła urząd burmistrza Dystryktu Kolumbii. Była drugą kobietą wybraną na ten urząd. 6 listopada 2018 została pierwszą kobietą, która uzyskała reelekcję jako burmistrz Dystryktu Kolumbii i pierwszym od 16 lat burmistrzem Dystryktu Kolumbii, który uzyskał reelekcję.
W czasie jej urzędowania powstało ponad 57 tysięcy miejsc pracy, a bezrobocie spadło o 28%. Wydatki rządu Dystryktu Kolumbii na wspieranie lokalnej przedsiębiorczości wzrosły o 200 milionów dolarów ameryańskich. Przeprowadziła reformę systemu usług dla bezdomnych, w wyniku czego powstało wiele schronisk w całym mieście, a bezdomność chroniczna spadła. Płace minimalne wzrosły do 15 dolarów amerykańskich za godzinę. Powstał nowy stadion D.C. United (Major League Soccer) i nowa arena dla Washington Mystics (WNBA), która zawiera także zaplecze treningowe dla Wizards (NBA). Z jej inicjatywy w 2016 roku odbyło się referendum, w którym 86% mieszkańców opowiedziało się za tym, by Dystrykt Kolumbii stał się stanem. Wynik ten nie spotkał się jednak z jakąkolwiek reakcją organów władzy federalnej Stanów Zjednoczonych.
W 2020 poparła publicznie Michaela Bloomberga w prawyborach prezydenckich Partii Demokratycznej.
W czasie sprawowania urzędu kierowała również misjami dyplomatycznymi na rzecz rozwoju gospodarczego w Chińskiej Republice Ludowej, na Kubie, w Izraelu, w Kanadzie, w El Salvador i w Etiopii.

## Wyniki wyborów
| Rok  | Wybory                                                                                | Partia | Partia               | Główny kontrkandydat | Główny kontrkandydat               | Wynik            | Wynik  | Wynik   | Źródło |
| Rok  | Wybory                                                                                | Partia | Partia               | Główny kontrkandydat | Główny kontrkandydat               | Głosy powszechne | %      | Wygrana | Źródło |
| ---- | ------------------------------------------------------------------------------------- | ------ | -------------------- | -------------------- | ---------------------------------- | ---------------- | ------ | ------- | ------ |
| 2004 | Wybory do Advisory Neighborhood Commission w okręgu 4B09                              |        | –                    |                      | Dopisani kandydaci                 | 966              | 97,77  | T       | [ 10 ] |
| 2006 | Wybory do Advisory Neighborhood Commission w okręgu 4B09                              |        | –                    |                      | Dopisani kandydaci                 | 601              | 89,57  | T       | [ 11 ] |
| 2007 | Wybory do rady Dystryktu Kolumbii w 4. okręgu                                         |        | Partia Demokratyczna |                      | Michael A. Brown (Demokrata)       | 5 064            | 40,30  | T       | [ 12 ] |
| 2008 | Prawybory Partii Demokratycznej przed wyborami do rady Dystryktu Kolumbii w 4. okręgu |        | Partia Demokratyczna |                      | Baruti Akil Jahi (Demokrata)       | 6 499            | 75,16  | T       | [ 13 ] |
| 2008 | Wybory do rady Dystryktu Kolumbii w 4. okręgu                                         |        | Partia Demokratyczna |                      | Dopisani kandydaci                 | 30 888           | 97,06  | T       | [ 14 ] |
| 2012 | Prawybory Partii Demokratycznej przed wyborami do rady Dystryktu Kolumbii w 4. okręgu |        | Partia Demokratyczna |                      | Renée Bowser (Demokratka)          | 6 946            | 66,44  | T       | [ 15 ] |
| 2012 | Wybory do rady Dystryktu Kolumbii w 4. okręgu                                         |        | Partia Demokratyczna |                      | Dopisani kandydaci                 | 33 045           | 97,25  | T       | [ 16 ] |
| 2014 | Prawybory przed wyborami na burmistrza Dystryktu Kolumbii                             |        | Partia Demokratyczna |                      | Vincent C. Gray (Demokrata)        | 42 045           | 43,38  | T       | [ 6 ]  |
| 2014 | Wybory na burmistrza Dystryktu Kolumbii                                               |        | Partia Demokratyczna |                      | David Catania (Bezpartyjny)        | 96 666           | 55,15  | T       | [ 7 ]  |
| 2018 | Prawybory przed wyborami na burmistrza Dystryktu Kolumbii                             |        | Partia Demokratyczna |                      | James Butler (Demokrata)           | 61 855           | 79,99  | T       | [ 17 ] |
| 2018 | Wybory na burmistrza Dystryktu Kolumbii                                               |        | Partia Demokratyczna |                      | Ann Wilcox (D.C. Statehood Partyy) | 171 608          | 76,39  | T       | [ 18 ] |
| 2022 | Prawybory przed wyborami na burmistrza Dystryktu Kolumbii                             |        | Partia Demokratyczna |                      | Robert White (Demokrata)           | 62 391           | 49,01% | T       | [ 19 ] |
| 2022 | Wybory na burmistrza Dystryktu Kolumbii                                               |        | Partia Demokratyczna |                      | Rodney Red Grant (Bezpartyjny)     | 147 433          | 74,62% | T       | [ 20 ] |

## Życie prywatne
Nigdy nie wstąpiła w związek małżeński, ani nie urodziła dziecka. 21 maja 2018 ogłosiła, że adoptowała noworodka. Stała się tym samym pierwszą samotną matką na stanowisku burmistrza Dystryktu Kolumbii.